# Acrocercops leucocyma
Parectopa leucocyma är en fjärilsart som först beskrevs av Edward Meyrick 1889.  Parectopa leucocyma ingår i släktet Parectopa och familjen styltmalar. Inga underarter finns listade i Catalogue of Life.